# Кулинария
Кулина̀рия е изкуството на готвенето. Думата „кулина̀рия“ се определя като нещо, отнасящо се за или тясно свързано с готвенето и кухните. Кулинар е човек, който се занимава с кулинарно изкуство. Кулинарите, които работят в ресторанти, са познати като готвачи или главни готвачи. Кулинарите са отговорни за умелото приготвяне на ястия, които трябва освен да бъдат вкусни, така и да бъдат приятни за окото. Изисква се хората, занимаващи се с кулинария, да имат познания относно храните, като също така да са запознати с диетите и правилното хранене.

## Професии в кулинарията
- Готвачи – пряко се занимават с приготвянето на храната, която се сервира в различни учреждения.
- Ресторантьори – отговорни са за поддържането на ресторанти.
- Мениджъри Храни и напитки – отговарят за храните и напитките в хотели и други учреждения.
- Контрол по храните и напитките – отговорни лица, които се занимават със зареждането на храните и напитките в различни институции.
- Консултанти – дават наставления за оформянето на менюто, за външния вид на учреждението, за начина на работа в кухнята и т.н.
- Продавачи – запознават готвачите и други длъжностни лица с нови продукти в готварството, които улесняват или подобряват процеса на готвене или обслужването в различните учреждения за хранене.
- Учители – професионалисти, които обучават бъдещи готвачи
- Критици – хора, които се занимават с оценяването на способностите на кулинарите.
- Стилисти и фотографи – работят за кулинарни печатни и електронни издания и отговарят за доброто представяне на външния вид на храните и напитките.
- Кухни за изследване и развитие – развиват нови продукти в кулинарията, служат и като тестови кухни.
- Предприемачи – готвачи или други лица, които развиват бизнес с кулинарията; откриват ресторанти, пекарни, сладкарници и други.